# Guitera-les-Bains
Guitera-les-Bains (kors. Vuttera) – miejscowość i gmina we Francji, w regionie Korsyka, w departamencie Korsyka Południowa.
Według danych na rok 1990 gminę zamieszkiwało 81 osób, a gęstość zaludnienia wynosiła 5 osób/km².